# 告白 (岡平健治の曲)
「告白」（こくはく）は、岡平健治の1枚目のシングル。ビクターエンタテインメントから2008年1月30日に発売された。

## 内容
19解散から6年を経た岡平のソロデビュー・シングル。C/W「白い鳥」も含め、アコースティック・ギターのみによるシンプルな楽曲。「白い鳥 joins Metasonik」は3B LAB.☆Sを脱退したSHOJI-METASONIKが参加。

## 収録曲
全作詞・作曲：岡平健治
1. 告白
  - 編曲：岡平健治/千葉貴俊
2. 白い鳥
  - 編曲：岡平健治
3. 告白 joins OZA
  - 編曲：岡平健治/千葉貴俊/OZA
4. 白い鳥 joins Metasonik
  - 編曲：岡平健治/Metasonik